# Església de Garcia
|  | Per a altres significats, vegeu «Església vella de Garcia». |

Santa Maria és un església al carrer del Centre de Garcia (Ribera d'Ebre), adossada per un lateral i posterior a edificis urbans. Destruïda l'església vella el 1936, quan va acabar la guerra es va improvisar una capella a la part baixa del poble, fins que se'n va poder construir una de nova. El dia 1 de gener de 1949, el bisbe de Tortosa va col·locar la primera pedra i el dia 16 de gener de 1950 va ser inaugurada i beneïda pel mateix bisbe. Es va incorporar la portalada de l'església vella a la nova. El 1977 l'escultor Àngel Martí va realitzar el disseny de l'altar i les pintures de l'absis amb la imatge de bronze de la maternitat de Maria, de 2,2 metres.

## Arquitectura
Església de planta rectangular i absis no marcat en planta. A l'altra façana lateral hi ha adossada la rectoria, enretirada respecte al frontis de la primera. A l'interior consta de tres naus, la central més ampla i alta que les laterals; la nau central està coberta amb volta de canó, amb arcs torals i llunetes, i les laterals amb volta d'aresta. Les capelles comuniquen amb la nau i entre si a través d'arcs de mig punt. La nau central és capçada amb absis semicircular cobert amb mitja volta d'esfera. A l'absis hi ha una escultura de bronze que representa la Maternitat de Maria, realitzada el 1977, i al voltant, pintats, deu àngels que toquen les trompetes. La il·luminació de la nau es fa mitjançant petites finestres quadrades situades sota les llunetes, així com per una rosassa situada als peus del temple. La decoració és de gust neoclàssic.
La portalada d'entrada és l'original de l'antiga església de Garcia. Consisteix en una porta d'arc de mig punt amb arquivolta; la interior decorada en alt relleu amb raïms i figures humanes, i l'exterior amb la clau de l'arc inscrita amb l'any 1663, amb les lletres que l'acompanyen força desdibuixades. A banda i banda es troben unes pilastres que sustenten un entaulament amb un frontó semicircular partit i un element decoratiu al mig.
Entre la rectoria i el temple s'alça el campanar, de planta quadrangular i quatre nivells d'alçat. A la part superior presenta cornises motllurades amb un rellotge intercalat, sobre les quals hi ha els pòrtics d'arc de mig punt de les campanes. Queda coronat amb una coberta a quatre vessants. L'acabat exterior és arrebossat i pintat.